# Mondi sommersi Tour
Il Mondi Sommersi Tour è un tour della rockband italiana Litfiba, tenuto nel 1997 per promuovere l'omonimo album.
Quando la band esce dallo Studio Parsifal di Sesto Fiorentino, dopo lunghe sessioni di prove per il Mondi Sommersi Tour, l'album ha già venduto 350.000 copie, quindi c'è molta attesa da parte del pubblico per il nuovo spettacolo che si apprestavano a portare in giro per l'Italia.
Il tour si differenzia decisamente da quello precedente dello Spirito Tour, in quanto per riproporre dal vivo il suono del disco, dove a volte si arrivava anche alla sovrapposizione di trenta piste in un brano, sarebbero stati necessari almeno otto musicisti sul palco e molte basi registrate. Ma essendo questa una scelta che si allontanava troppo dall'attitudine tipica della band, si optò per una semplificazione degli arrangiamenti, ritornando alla formula chitarra-basso-batteria. Questa struttura rock essenziale, che richiede un'estrema precisione, obbligò Ghigo a rivedere leggermente il suo stile musicale, di impostazione solista che ricama il suono, approcciandosi in questa occasione a quello di chitarrista ritmico che invece il suono lo sostiene. Il tutto accompagnato dalla seconda chitarra e dai campionamenti di Roberto Terzani.
Sul palco vengono allestite delle rete di pescatori sospese sulle teste dei musicisti (già utilizzate in passato per la tournée di Pirata) che richiamano all'acqua, elemento del disco. All'inizio di ogni show viene riprodotta una registrazione di introduzione che rimanda ai suoni di un porto, con il rumore del mare, delle navi e il canto dei gabbiani.
Dopo qualche ulteriore giorno di prova al PalaDeAndré di Ravenna, dove vengono collaudati i suoni, il tour parte ufficialmente il 3 maggio con la prova generale da Desio. Anche se la band ha la possibilità di scaldare i motori con un "warm up" al Concerto del Primo Maggio in Piazza San Giovanni a Roma, dove si esibiscono davanti a 500.000 persone in due momenti differenti della giornata; al pomeriggio per la diretta televisiva e poi in tarda serata solo per il pubblico della piazza romana. Il concerto del Mediolanum Forum venne registrato e poi pubblicato nell'edizione VHS di Croce e Delizia, mentre la data finale di Torino venne registrata dalle telecamere di Mtv e riproposto sul canale musicale per tutto l'autunno (all’epoca era Rete A). La prima trance primaverile andò bene, ma non benissimo, probabilmente per la contemporaneità del tour di Jovanotti nelle stesse città, che non giovò a nessuno dei due. La seconda parte, in estate, che li vide impegnati anche in qualche festival all'estero e in Italia, andò decisamente meglio. Per la data di Cagliari vennero venduti 30.000 biglietti, mentre alla data di Roma del 20 settembre, presenziarono 20.000 persone. Anche grazie al successo che stava riscuotendo l'album, che arrivò alla fine dell'anno a vendere oltre le 600.000 copie, fu necessaria, a grande richiesta, un'ulteriore tranche autunnale, nelle città di provincia non toccate in primavera. Il tour italiano si chiuse con un'altra data al Forum di Assago il 28 novembre; la serata venne registrata e poi pubblicata nel CD live Croce e delizia. A dicembre vi saranno pure 3 ennesime date aggiuntive in terra svizzera. Per la prima volta nella storia dei Litfiba, una loro tournée non prevede nessuna data in Francia, terra che fin dal 1983 li aveva adottati con affetto e con grande consenso popolare. Nel 2018 venne pubblicata la legacy edition di mondi sommersi, dove contiene il live del 30 maggio del 1997 fatto al Palastampa di Torino.

## Scaletta
1. Fata Morgana
2. Imparerò
3. Regina di cuori
4. Spirito
5. Lo spettacolo
6. Sparami
7. Si può
8. Woda-Woda
9. Lacio drom
10. Ritmo
11. Goccia a goccia
12. Animale di zona
13. Dottor M.
14. El diablo
15. L'esercito delle forchette
16. Ritmo 2 #
17. Tex
18. Soldi
19. In fondo alla boccia
20. Cangaceiro

Durante la trance autunnale, vennero inseriti in scaletta tre vecchi pezzi: Proibito, Ci sei solo tu ed Eroi nel vento a discapito di Tex, L'esercito delle forchette e In fondo alla boccia che invece non vennero suonate.

## Band
1. Ghigo Renzulli: chitarra
2. Piero Pelù: voce
3. Roberto Terzani: seconda chitarra, tastiere, campionatori
4. Franco Caforio: batteria
5. Daniele Bagni: basso

## Date
| N°                 | Data               | Città                | Sede                                      | Note                      |                    |
| Trance primaverile | Trance primaverile | Trance primaverile   | Trance primaverile                        | Trance primaverile        | Trance primaverile |
| ------------------ | ------------------ | -------------------- | ----------------------------------------- | ------------------------- | ------------------ |
| 1                  | 1º maggio 1997     | Roma                 | Piazza San Giovanni                       | Concerto del Primo Maggio |                    |
| 2                  | 3 maggio 1997      | Desio                | PalaDesio                                 |                           |                    |
| 3                  | 4 maggio 1997      | Montichiari          | PalaGeorge                                |                           |                    |
| 4                  | 5 maggio 1997      | Pordenone            | Palasport Forum                           |                           |                    |
| 5                  | 7 maggio 1997      | Verona               | PalaOlimpia                               |                           |                    |
| 6                  | 10 maggio 1997     | Firenze              | Palasport                                 |                           |                    |
| 7                  | 11 maggio 1997     | Firenze              | Palasport                                 |                           |                    |
| 8                  | 12 maggio 1997     | Assago               | Mediolanum Forum                          |                           |                    |
| 9                  | 14 maggio 1997     | Bari                 | Palaflorio                                |                           |                    |
| 10                 | 16 maggio 1997     | Acireale             | PalaTupparello                            |                           |                    |
| 11                 | 17 maggio 1997     | Marsala              | Palasport                                 |                           |                    |
| 12                 | 19 maggio 1997     | Roma                 | Palaeur                                   |                           |                    |
| 13                 | 20 maggio 1997     | Napoli               | Palapartenope                             |                           |                    |
| 14                 | 21 maggio 1997     | Perugia              | PalaEvangelisti                           |                           |                    |
| 15                 | 22 maggio 1997     | Chieti               | PalaTricalle                              |                           |                    |
| 16                 | 24 maggio 1997     | Pesaro               | BPA Palas                                 |                           |                    |
| 17                 | 26 maggio 1997     | Villorba             | Palaverde                                 |                           |                    |
| 18                 | 27 maggio 1997     | Casalecchio di Reno  | PalaMalaguti                              |                           |                    |
| 19                 | 29 maggio 1997     | Genova               | Palafiera                                 |                           |                    |
| 20                 | 30 maggio 1997     | Torino               | Palastampa                                |                           |                    |
| Trance estiva      |                    |                      |                                           |                           |                    |
| 21                 | 9 luglio 1997      | Pisa                 | Area Expo Ospedaletto                     | Metarock Festival         |                    |
| 22                 | 11 luglio 1997     | Napoli               | Arenile ex Italsider                      | Neapolis Rock Festival    |                    |
| 23                 | 12 luglio 1997     | Svizzera, Frauenfeld | Grosse Allmend                            | Openair Festival          |                    |
| 24                 | 13 luglio 1997     | Belgio, Dour         | Plaine de la Machine à Feu                | The 9th Dour Festival     |                    |
| 25                 | 25 luglio 1997     | Svizzera, Bellinzona | Area verde Bramantino (ex Campo militare) | The Kingdom Festival      |                    |
| 26                 | 26 luglio 1997     | Svizzera, Nyon       | L'Asse                                    | Paléo Festival Nyon       |                    |
| 27                 | 28 luglio 1997     | Nuoro                | Stadio Quadrivio                          | AnimaNera Festival        |                    |
| 28                 | 11 settembre 1997  | Milano               | Arco della Pace                           | Adidas Streetball         |                    |
| 29                 | 13 settembre 1997  | Mestre               | Palasport Taliercio                       | Mestre per Chiapas        |                    |
| 30                 | 15 settembre 1997  | Cuneo                | Piazza Galimberti                         |                           |                    |
| 31                 | 19 settembre 1997  | Cagliari             | Arena Fiera Campionaria                   |                           |                    |
| 32                 | 20 settembre 1997  | Roma                 | Air Terminal Ostiense                     | Enzimi Festival           |                    |
| Trance autunnale   |                    |                      |                                           |                           |                    |
| 33                 | 4 novembre 1997    | Casale Monferrato    | PalaFerraris                              |                           |                    |
| 34                 | 6 novembre 1997    | Bolzano              | Palaonda                                  |                           |                    |
| 35                 | 7 novembre 1997    | Forlì                | PalaGalassi                               |                           |                    |
| 36                 | 8 novembre 1997    | Ancona               | PalaRossini                               |                           |                    |
| 37                 | 10 novembre 1997   | Udine                | PalaCarnera                               |                           |                    |
| 38                 | 11 novembre 1997   | Torino               | Palastampa                                |                           |                    |
| 39                 | 13 novembre 1997   | Brescia              | Palasport San Filippo                     |                           |                    |
| 40                 | 14 novembre 1997   | Bassano del Grappa   | Palabassano                               |                           |                    |
| 41                 | 17 novembre 1997   | Reggio Calabria      | Palapentimele                             |                           |                    |
| 42                 | 18 novembre 1997   | Catanzaro            | Palacorvo                                 |                           |                    |
| 43                 | 20 novembre 1997   | Benevento            | Palasannio                                |                           |                    |
| 44                 | 21 novembre 1997   | Pescara              | Tensostruttura PalaGaslini                |                           |                    |
| 45                 | 22 novembre 1997   | Salerno              | Tensostruttura Area ex Cementificio       |                           |                    |
| 46                 | 24 novembre 1997   | Modena               | Palapanini                                |                           |                    |
| 47                 | 25 novembre 1997   | Siena                | PalaSclavo                                |                           |                    |
| 48                 | 26 novembre 1997   | Parma                | PalaRaschi                                |                           |                    |
| 49                 | 28 novembre 1997   | Assago               | Mediolanum Forum                          |                           |                    |
| 50                 | 8 dicembre 1997    | Svizzera, Zurigo     | Volkhaus                                  |                           |                    |
| 51                 | 11 dicembre 1997   | Svizzera, Losanna    | Salle de Sports & Spectacles              |                           |                    |
| 52                 | 13 dicembre 1997   | Svizzera, Lugano     | Centro Esposizioni                        |                           |                    |